# Hatzendorf
Hatzendorf is een plaats en voormalige gemeente in de Oostenrijkse deelstaat Stiermarken. Het is sinds 2015 een ortschaft van de gemeente Fehring, die deel uitmaakt van het district Südoststeiermark. De plaats ligt dicht bij het drielandenpunt met Hongarije en Slovenië.
De gemeente Hatzendorf telde in 2014 1751 inwoners. In 2015 ging ze bij een herindeling samen met Pertlstein, Hohenbrugg-Weinberg en Johnsdorf-Brunn op in de gemeente Fehring.

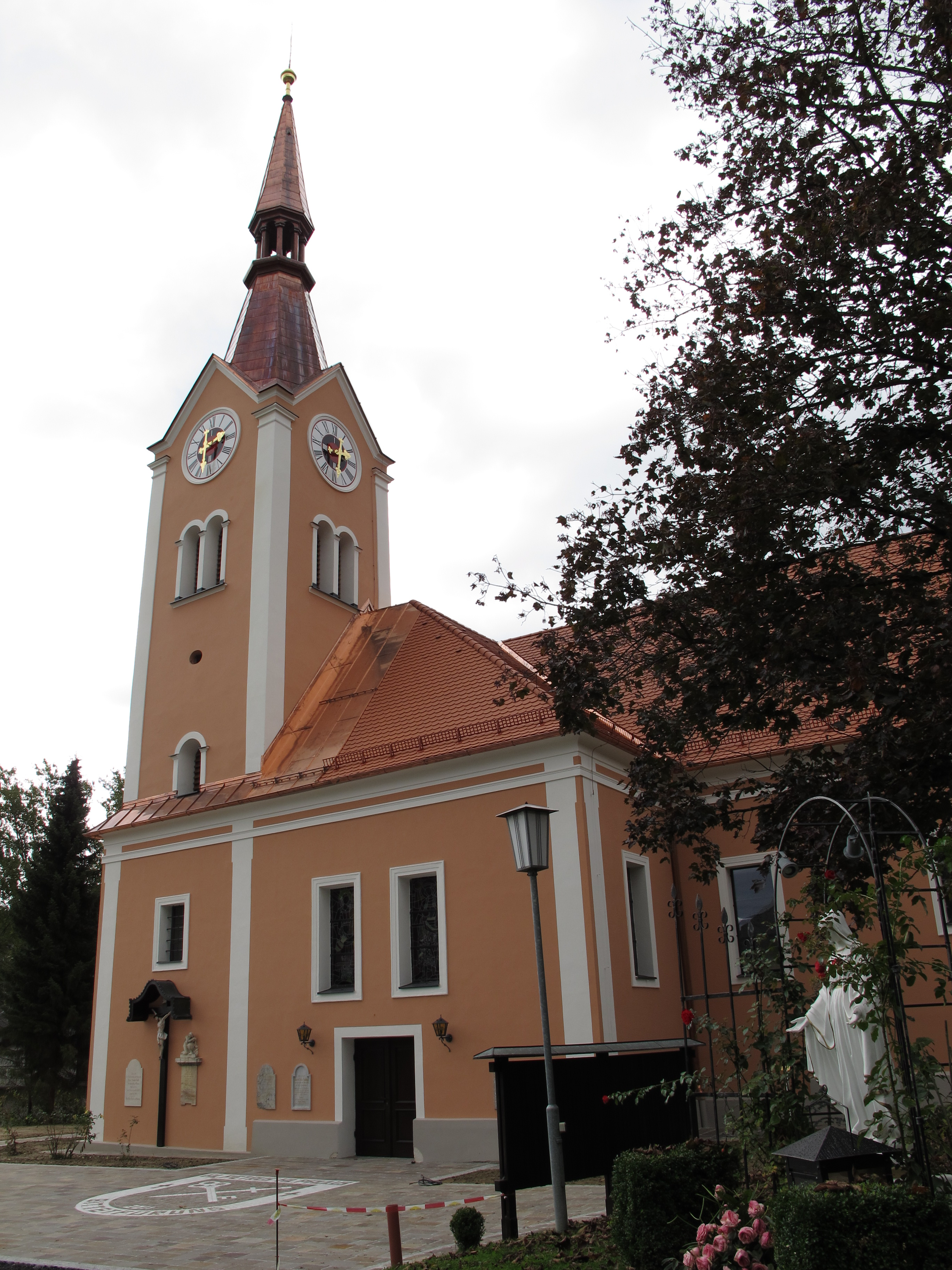
Parochiekerk
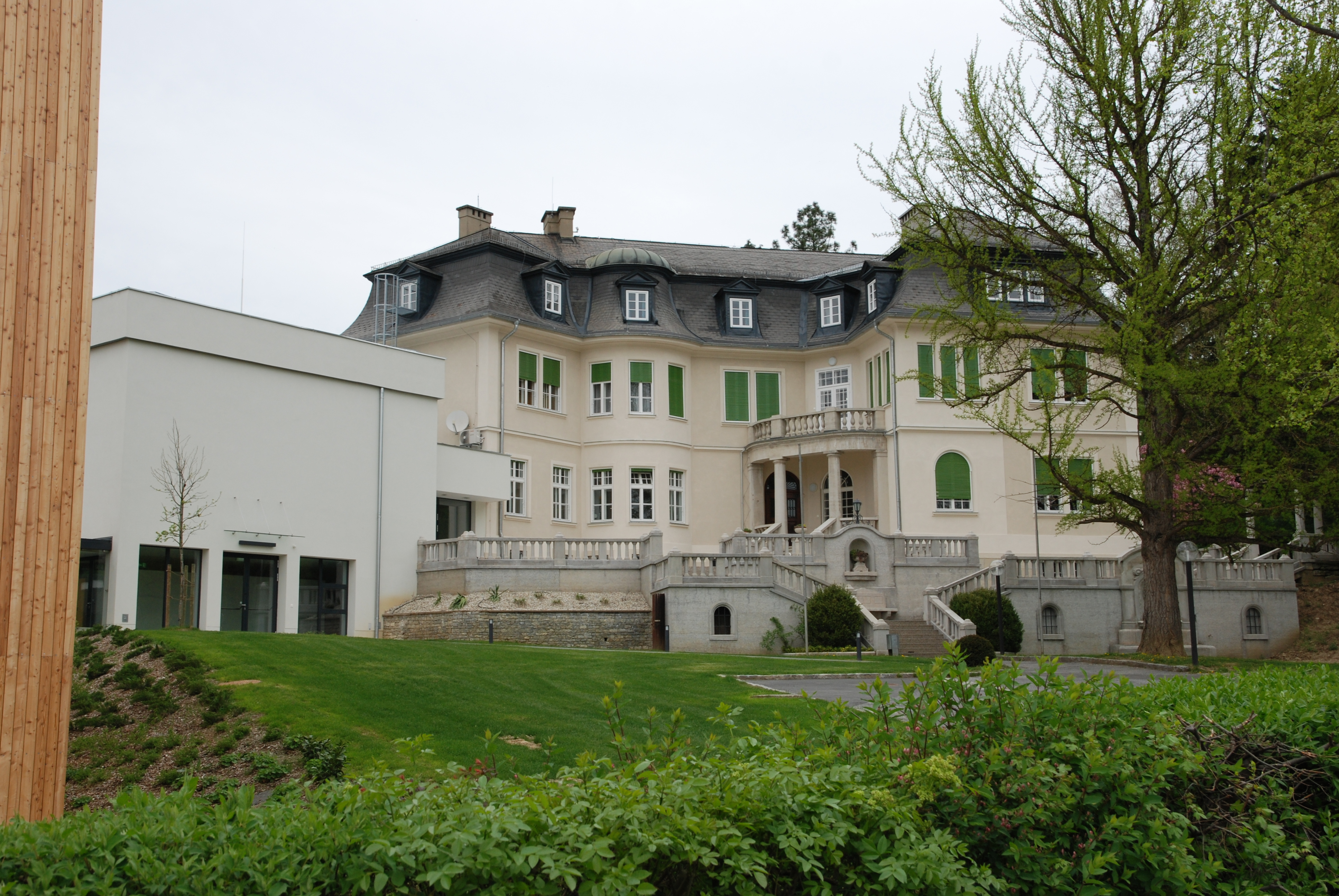
Vakschool van Hatzendorf

Bad Gleichenberg · Bad Radkersburg · Deutsch Goritz · Edelsbach bei Feldbach · Eichkögl · Fehring · Feldbach · Gnas · Halbenrain · Jagerberg · Kapfenstein · Kirchbach-Zerlach · Kirchberg an der Raab · Klöch · Mettersdorf am Saßbach · Mureck · Paldau · Pirching am Traubenberg · Riegersburg · Sankt Anna am Aigen · Sankt Peter am Ottersbach · Sankt Stefan im Rosental · Straden · Tieschen · Unterlamm
- Gemeinsame Normdatei: 261473-X
- Nationale Bibliotheek van Tsjechië: ge768848
- Virtual International Authority File: 135484017